# Canthigaster flavoreticulata
Canthigaster flavoreticulata är en fiskart som beskrevs av Keiichi Matsuura 1986. Canthigaster flavoreticulata ingår i släktet Canthigaster och familjen blåsfiskar. Inga underarter finns listade.